# Primer Triunvirato (Argentina)
El Primer Triunvirato fue el órgano ejecutivo, integrado por tres miembros que gobernó las Provincias Unidas del Río de la Plata entre el 23 de septiembre de 1811 y el 8 de octubre de 1812. 
Fue establecido después de que el Cabildo de Buenos Aires derrocara a la Junta Grande, a fin de volver a las tendencias centralistas de la Primera Junta. Sus miembros fueron:
- Desde el 23 de septiembre de 1811: Feliciano Antonio Chiclana, Manuel de Sarratea y Juan José Paso.
- Desde abril de 1812: Feliciano Antonio Chiclana, Manuel de Sarratea y Juan Martín de Pueyrredón.

La Revolución del 8 de octubre de 1812 produjo su derrocamiento y dio lugar al surgimiento del Segundo Triunvirato.

## Origen del Primer Triunvirato
Producida la Revolución de Mayo en 1810 la Junta Grande era el cuerpo que debía representar la opinión pública de las ciudades del interior, pero la acción ejecutiva de la misma se veía trabada por su excesivo número de miembros, y la oposición acusaba a la Junta Grande de inoperante. La falta de un reglamento dificultaba sus funciones perdiendo tiempo en discusiones de modo, postergando así otros asuntos más importantes.
Después de que el general José Manuel de Goyeneche, al mando de las tropas realistas, derrotara a las tropas revolucionarias del Ejército del Norte en la Batalla de Huaqui, ocurrida el 20 de junio de 1811, el desprestigio de la Junta Grande se incrementó.
La decisión de Cornelio Saavedra, presidente de la Primera Junta, de encargarse personalmente de la reorganización del Ejército del Norte, dio lugar a un alzamiento del sector que apoyaba a Mariano Moreno, que aprovechó su ausencia para forzar la elección de dos nuevos vocales por Buenos Aires para la Junta. Casi al mismo tiempo, se decidió concentrar el poder en un Triunvirato, formado por los dos nuevos diputados porteños: Feliciano Antonio Chiclana y Juan José Paso y por el más votado de los electores que habían participado de esa elección: Manuel de Sarratea. De este modo, el poder representativo de la Junta quedaba reducido a la representación de los partidos (si es que se le puede dar ese nombre) de la capital.
La formación del Triunvirato no significaba –al menos en un principio– la disolución de la Junta Grande, sino su transformación en una Junta Conservadora con atribuciones legislativas. Esta estaba formada por los miembros de la disuelta Junta Grande, pero de los cuales quedaban expresamente exceptuados Cornelio Saavedra y Joaquín Campana.
| Integrantes iniciales del Primer Triunvirato - Feliciano Antonio Chiclana - Manuel de Sarratea - Juan José Paso |

| Integrantes del Primer Triunvirato, en abril de 1812, tras la salida de Juan José Paso - Feliciano Antonio Chiclana - Manuel de Sarratea - Juan Martín de Pueyrredón |

- Secretarios sin voto:

- Bernardino Rivadavia
- José Julián Pérez
- Vicente López y Planes

## Centralización política
La Junta Conservadora se abocó a la tarea de elaborar un documento para establecer las atribuciones de cada poder y el funcionamiento del gobierno. Para ello, redactó el 22 de octubre de 1811 un Reglamento Orgánico que adoptaba el principio de división de poderes. Según este, el Poder Legislativo residía en la Junta Conservadora de la Soberanía del señor Fernando VII y de las leyes nacionales, con facultad para declarar la guerra, firmar la paz, tratados de límites, crear tribunales y nombrar a los individuos del Poder Ejecutivo. El Triunvirato desempeñaría el Poder Ejecutivo, que respondía ante la Junta. El Poder Judicial, independiente, era ejercido por la Real Audiencia de Buenos Aires.
El Triunvirato, considerando que la Junta Conservadora se reservaba excesivos poderes, la disolvió, dejó sin efecto el Reglamento Orgánico, y asumió la totalidad del gobierno.
Para justificar su acción y organizar el gobierno, el 22 de noviembre de 1811 sancionó el Estatuto Provisional, que lo facultaba para asumir el gobierno y "adoptar cuantas medidas estime necesarias para la defensa y salvación de la Patria". Adoptó el título de Gobierno Superior Provisional de las Provincias Unidas del Río de la Plata.
En diciembre de 1811 estalló un golpe contra el Triunvirato que tuvo su epicentro en el Regimiento de Patricios. El Motín de las Trenzas se desencadenó cuando el triunvirato dispuso reemplazar al comandante del Regimiento, Cornelio Saavedra, por Manuel Belgrano, lo que produjo que los soldados y suboficiales del mismo se negaran a acatar algunas órdenes del gobierno.
Luego que tropas leales al Triunvirato reprimieran el motín, el Triunvirato dispuso la expulsión de los diputados del interior, acusados de haber contribuido al levantamiento.
Demostrando su tendencia centralista, el Triunvirato suprimió las juntas provinciales el 23 de diciembre de 1811, reemplazándolas por gobernadores y sus delegados elegidos por él. Estos eran, en su gran mayoría, porteños.
También postergó la definición de la declaración de la independencia y la sanción de una constitución. Se inició una etapa de marcado centralismo, fundamentado en que era necesaria la concentración del mando para conducir al país en medio de la guerra: las decisiones se tomaban en la capital y debían llegar a todas las provincias.
En opinión de Carlos S. A. Segreti este fue el nacimiento del unitarismo.
En enero de 1812 suprimió la Real Audiencia de Buenos Aires, creando una Cámara de Apelaciones.

## Medidas
Entre las medidas del Triunvirato se cuentan:
- Declaró la libertad de prensa.
- Aprobó la ley de seguridad individual.
- Creó de la Cámara de Apelaciones.
- Creó el Reglamento de Institución y Administración de Justicia.
- Creó el Gobierno Intendencia de la Provincia de Buenos Aires, el 13 de enero de 1812.
- Ordenó a Manuel Belgrano llevar tropas patriotas a proteger el pueblo de Rosario de los ataques navales españoles que partían desde Montevideo.
- Aprobó la utilización de la escarapela blanca y celeste, para su uso en el ejército, el 18 de febrero de 1812.
- Nombró a Manuel Belgrano general en jefe del Ejército del Norte, el 18 de febrero de 1812.
- Ordenó al teniente coronel José de San Martín la formación de un cuerpo especial de caballería, que sería conocido con el nombre de Regimiento de Granaderos a Caballo, el 16 de marzo de 1812.
- Prohibió la introducción de esclavos en el territorio de las Provincias Unidas del Río de la Plata, el 9 de abril de 1812.
- Fundó la Comisión de Inmigración que se constituyó la primera entidad establecida para fomentar la inmigración y colonización del territorio, el 4 de septiembre de 1812. Las guerras por la independencia impidieron su funcionamiento, aunque fue reactivada años más tarde, cuando Bernardino Rivadavia fue ministro del gobierno de la Provincia de Buenos Aires, en 1824 y fue disuelta el 20 de agosto de 1830 por orden de Juan Manuel de Rosas.

## La política frente a España
El primer Triunvirato -influenciado por su secretario, Bernardino Rivadavia- mantuvo la política de aparente fidelidad al rey Fernando VII de España, postergando toda definición sobre el tema de la independencia y la constitución, aunque la guerra contra los realistas continuaba. El Reino Unido de Gran Bretaña e Irlanda, aliado de España en la guerra contra Napoleón Bonaparte, aconsejaba mantener el reconocimiento del rey español cautivo. Por esta razón se ordenó a Manuel Belgrano que guardara la bandera celeste y blanca que había presentado a las tropas en las barrancas del Río Paraná, el 27 de febrero de 1812.
Estratégicamente, el Triunvirato se replegó a posiciones defensivas: en el Litoral, fuerzas del Reino Unido de Portugal, Brasil y Algarve avanzaron sobre la Banda Oriental, en apoyo de los realistas de Montevideo. El Triunvirato decidió negociar un armisticio el 20 de octubre de 1811 con el Virrey Francisco Javier de Elío, por el que se puso fin al sitio de Montevideo. Tanto las tropas de Buenos Aires como las portuguesas se retirarían de la Banda Oriental, que junto con los pueblos entrerrianos de Gualeguay, Gualeguaychú y Concepción del Uruguay, quedaba en poder español.
Por otro lado, se le ordenó a Belgrano que, en caso de un avance realista por el norte, se replegara hasta Córdoba, abandonando la totalidad de la provincia de Salta, que en ese momento incluía también las actuales provincias de Jujuy, Tucumán, Santiago del Estero y Catamarca.

## La oposición
El principal jefe de los gauchos de la Banda Oriental, José Gervasio Artigas, rechazó el acuerdo celebrado entre el Triunvirato y los realistas y se trasladó al Campamento de Ayuí, seguido por gran parte de la población oriental, episodio conocido como el éxodo del pueblo oriental.
El 1 de julio de 1812, el ministro Bernardino Rivadavia descubrió una conspiración de españoles contra el gobierno. Durante las investigaciones —basadas en pruebas y confesiones extremadamente sospechosas— Rivadavia extendió la acusación a Martín de Álzaga, héroe de la época de las invasiones inglesas, y a un extenso grupo de partidarios, casi todos españoles.
Álzaga y sus presuntos seguidores fueron sometidos a un proceso criminal secreto y expeditivo, por el cual fueron condenados a muerte. Las ejecuciones comenzaron el 4 de julio y, en total, fueron ejecutados más de treinta hombres, incluidos jefes militares, frailes y comerciantes. Sus bienes fueron expropiados. Caben entonces las dudas de que la conspiración haya sido real y si en realidad la inclusión de Álzaga entre los acusados no haya sido una venganza personal de Rivadavia por una vieja afrenta.

## La Logia Lautaro y la Sociedad Patriótica
Durante el Triunvirato, un grupo de jóvenes rioplatenses que habían integrado el ejército español en la lucha contra Napoleón, llegó a Buenos Aires en marzo de 1812. Su objetivo era luchar por la independencia de Hispanoamérica. Habían ingresado en las logias secretas liberales que actuaban en Europa, dependientes de la Gran Unión Americana, organizada por Francisco de Miranda en Londres. El Triunvirato los incorporó al ejército y les reconoció el grado militar.
Entre ellos se destacaban José de San Martín, a quien el gobierno le encomendó la organización de un cuerpo de caballería —el Regimiento de Granaderos a Caballo— y Carlos María de Alvear, integrante de una de las principales familias porteñas.
A poco de llegar organizaron una sociedad secreta, la Logia Lautaro, con la finalidad de luchar por la independencia y la organización constitucional en América, fortalecer la unidad política y militar de la revolución y planear una estrategia global frente al poder de los españoles. Incorporaron personalidades que sostenían el ideal emancipador, como Bernardo de Monteagudo, líder de la Sociedad Patriótica.
La logia matriz residía en Buenos Aires; su presidente era Alvear, siendo su vicepresidente San Martín. Poseía además filiales en el interior. Los miembros se llamaban hermanos, tenían un código para comunicarse y se comprometían a consultar a la logia en caso de ser elegidos para integrar el gobierno.
Al poco tiempo, los jóvenes de la Sociedad Patriótica, que inicialmente apoyaban al gobierno, comenzaron a criticarlo. Desde diferentes periódicos insistían sobre la necesidad de declarar la independencia y de reunir un congreso que sancionase una constitución. Con el paso del tiempo, las miras de la Logia y de la Sociedad llegaron a confluir en una oposición conjunta.

## El final: Revolución del 8 de octubre de 1812
La acción de los miembros del Triunvirato estuvo limitada por sucesivas luchas por el poder. Con este gobierno, los morenistas lograron neutralizar a sus adversarios, pero las luchas internas y la amenaza de una invasión del Brasil portugués minaron su poder.
A principios de octubre llegó a la capital la noticia de que, contrariando las órdenes del Triunvirato, el general Manuel Belgrano, jefe del Ejército del Norte, había enfrentado la invasión realista en la batalla de Tucumán, logrando una importante victoria. Esta noticia derrumbó el prestigio que podría haber mantenido el Triunvirato.
José de San Martín, conjuntamente con los miembros de la Logia Lautaro y la Sociedad Patriótica coincidieron en privilegiar la organización del Ejército Libertador y la declaración de la Independencia. La logia intentó llegar al poder apoyando la candidatura de Bernardo de Monteagudo en la renovación de los triunviros, estipulada para octubre de 1812. El Triunvirato logró el rechazo de Monteagudo y la elección de Pedro Medrano, allegado de Rivadavia, asegurando la continuidad de su política.
Al ver cerrado el camino al gobierno se produjo la revolución del 8 de octubre de 1812. La Logia planificó un golpe de Estado y ocupó la Plaza de Mayo en la madrugada del 8 de octubre, con las tropas del Regimiento de Granaderos a Caballo, bajo el mando de San Martín, y del Batallón de Arribeños, al mando de Francisco Ortiz de Ocampo. Por su parte, la Sociedad Patriótica recurrió a las peticiones públicas y a la movilización de vecinos.
Después de ciertas vacilaciones, renunció el gobierno y el cabildo constituyó un Segundo Triunvirato, que estaba en sintonía con la Logia Lautaro. La elección fue ratificada por el pueblo.